# 11:e batteriet, Rindö

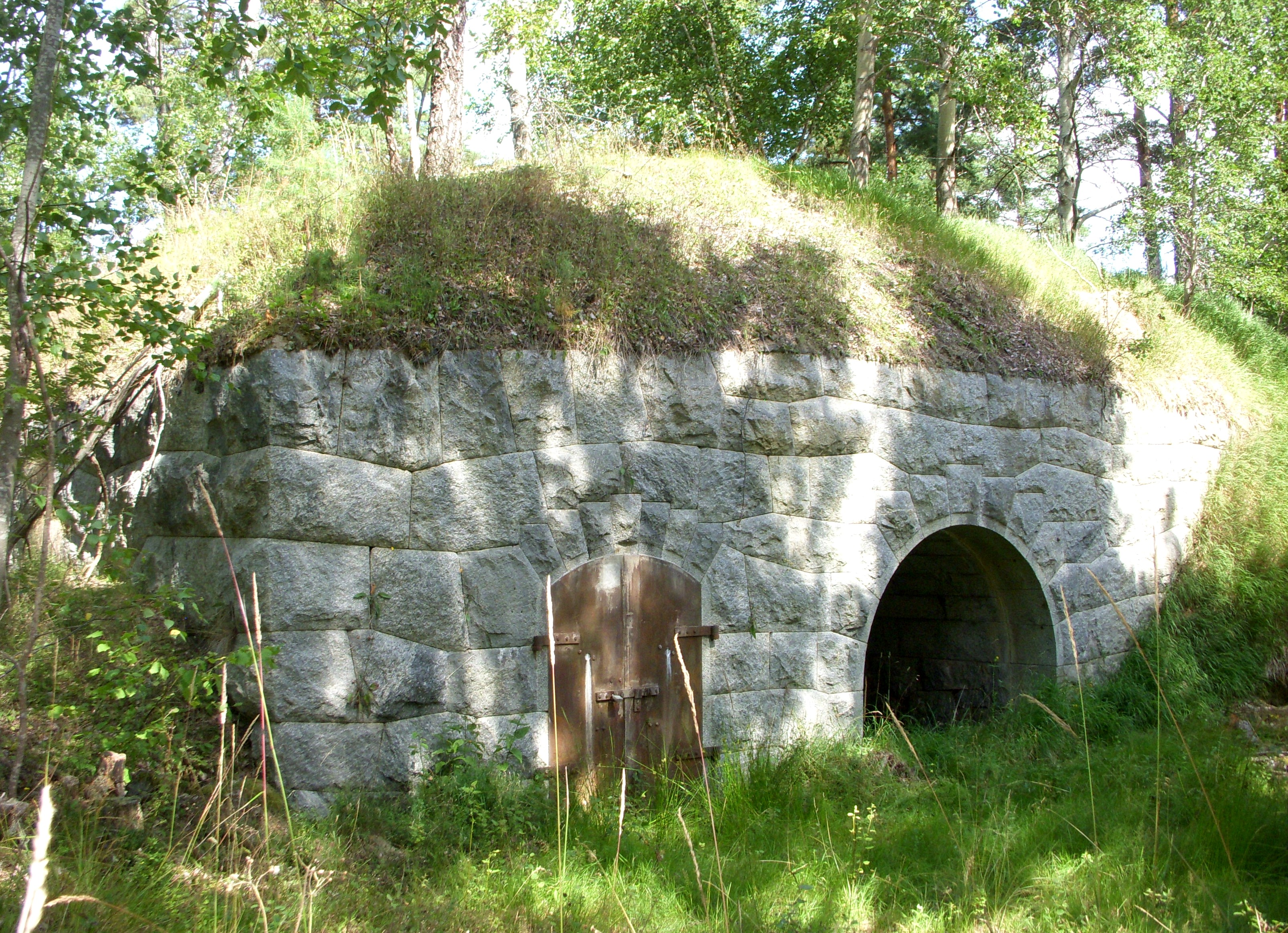
11:e batteriet, västra bunkern, 2011

11:e batteriet på Rindö ingick i en serie försvarsverk i den så kallade Vaxholmslinjen. Batteriet ligger intill Militärvägen på norra Rindö i Stockholms skärgård och bildar tillsammans med 9:e och 10:e batteriet en grupp av tre batterier. 11:e batteriet användes även under andra världskriget som ställning för 10,5 cm luftvärnsartilleri.

## Bakgrund
Vaxholmslinjen sträckte sig från Värmdö i öst över Rindö, Vaxön, Edholma till Lillskär i väst. Vaxholmslinjen bestod av en serie batteriplatser och minspärrar och skulle försvara farlederna till och från Stockholm mellan Värmdö i öst och Resarö i väst. Här fanns de viktiga sunden vid Oxdjupet och Kodjupet. Linjen var mellan 1914 och 1925 huvudförsvarslinje.

## 11:e batteriet
Batteriet var den elfte av totalt 17 batterier längs Vaxholmslinjen. Det bestod av två bunkrar murade i gråsten, den östra bunkern har en tunnel genom sin skyddsvall. Intill batteriet uppfördes under andra världskriget två öppna värn som innehöll ställningar för 10,5 cm luftvärnsartilleri. I värnens nischer finns fortfarande trähyllorna för artillerigranaterna delvis bevarade. 

## Bilder

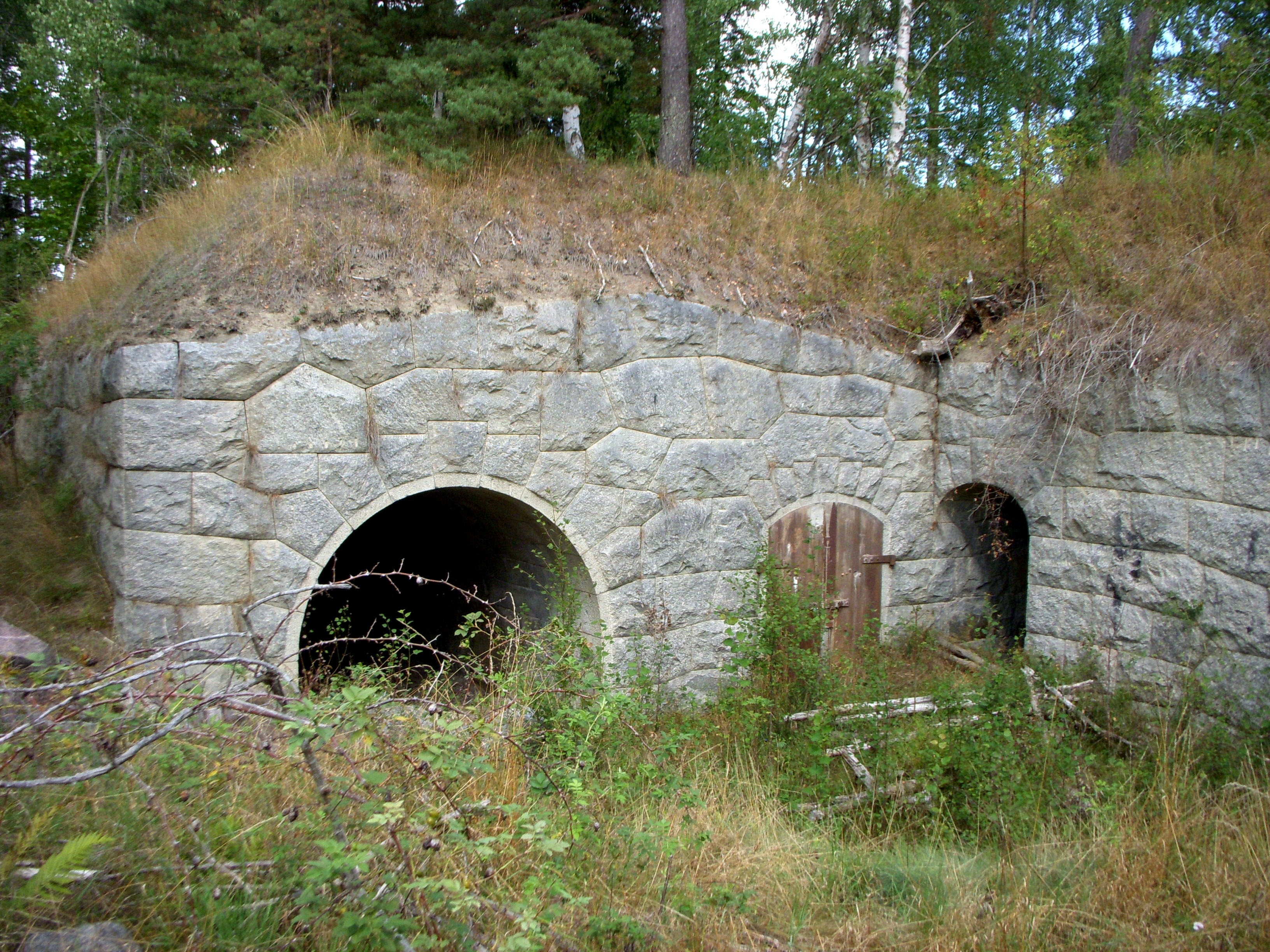
Östra bunkern
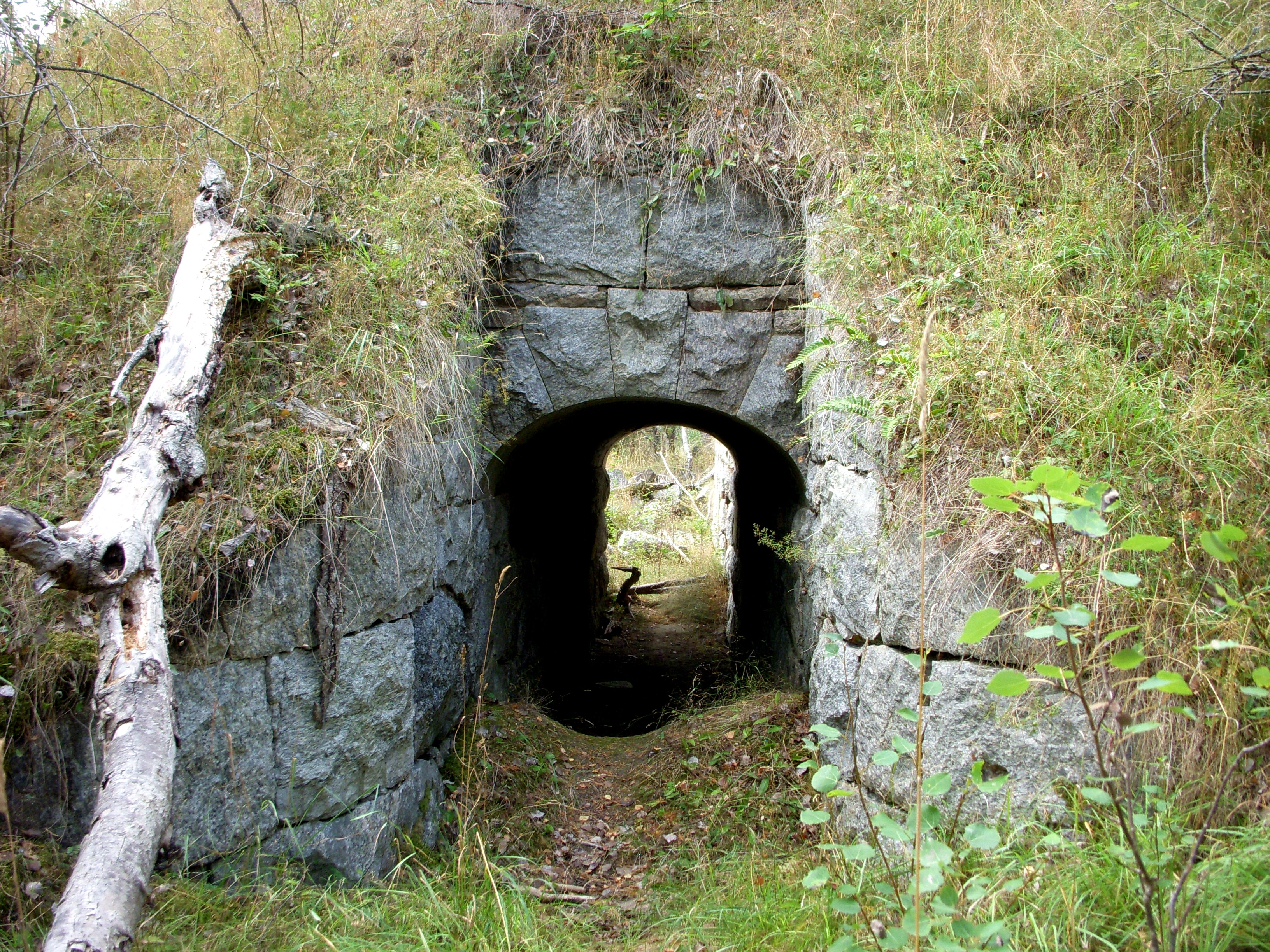
Tunneln
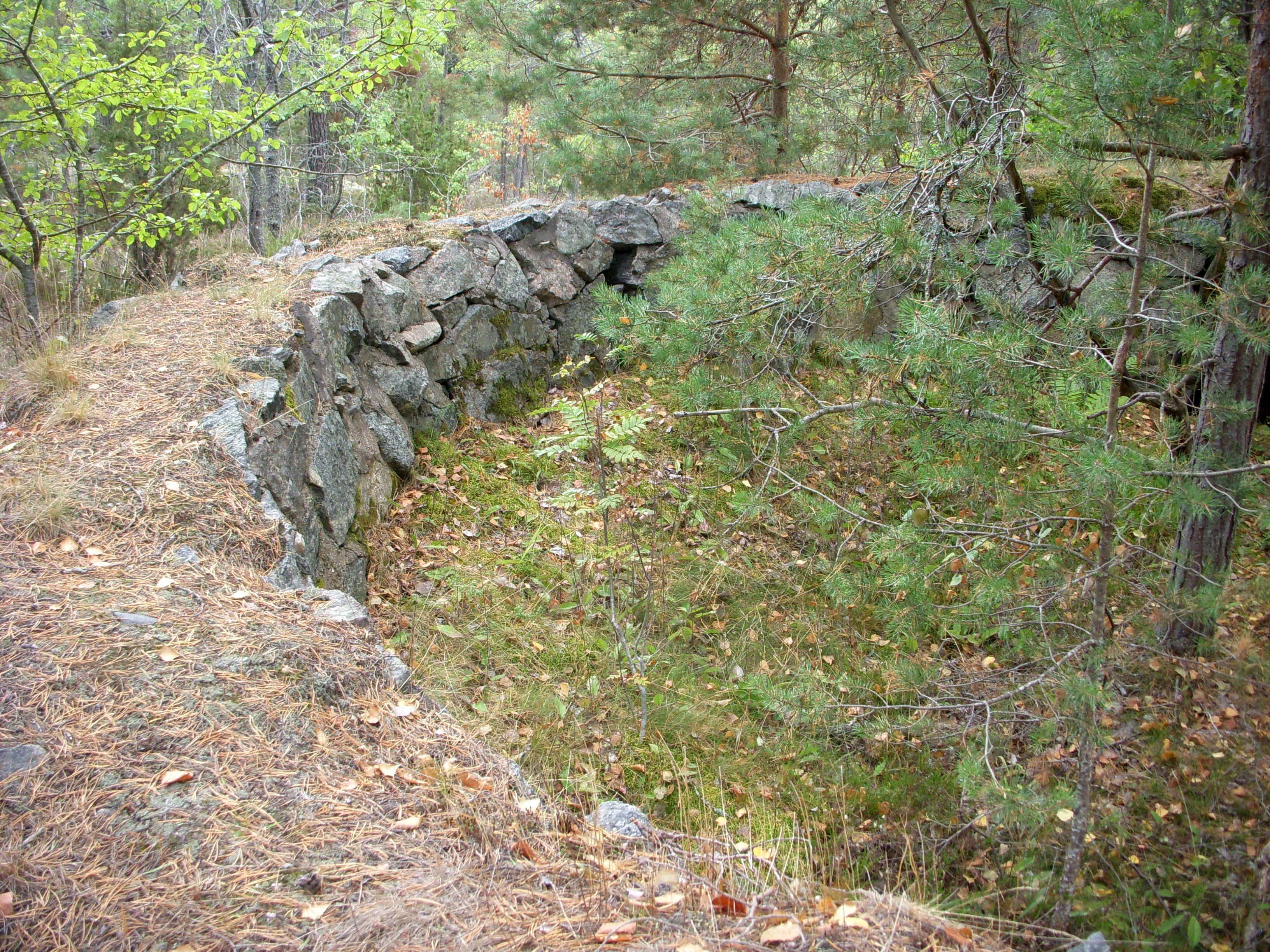
Pjäsplats för luftvärnsartilleri
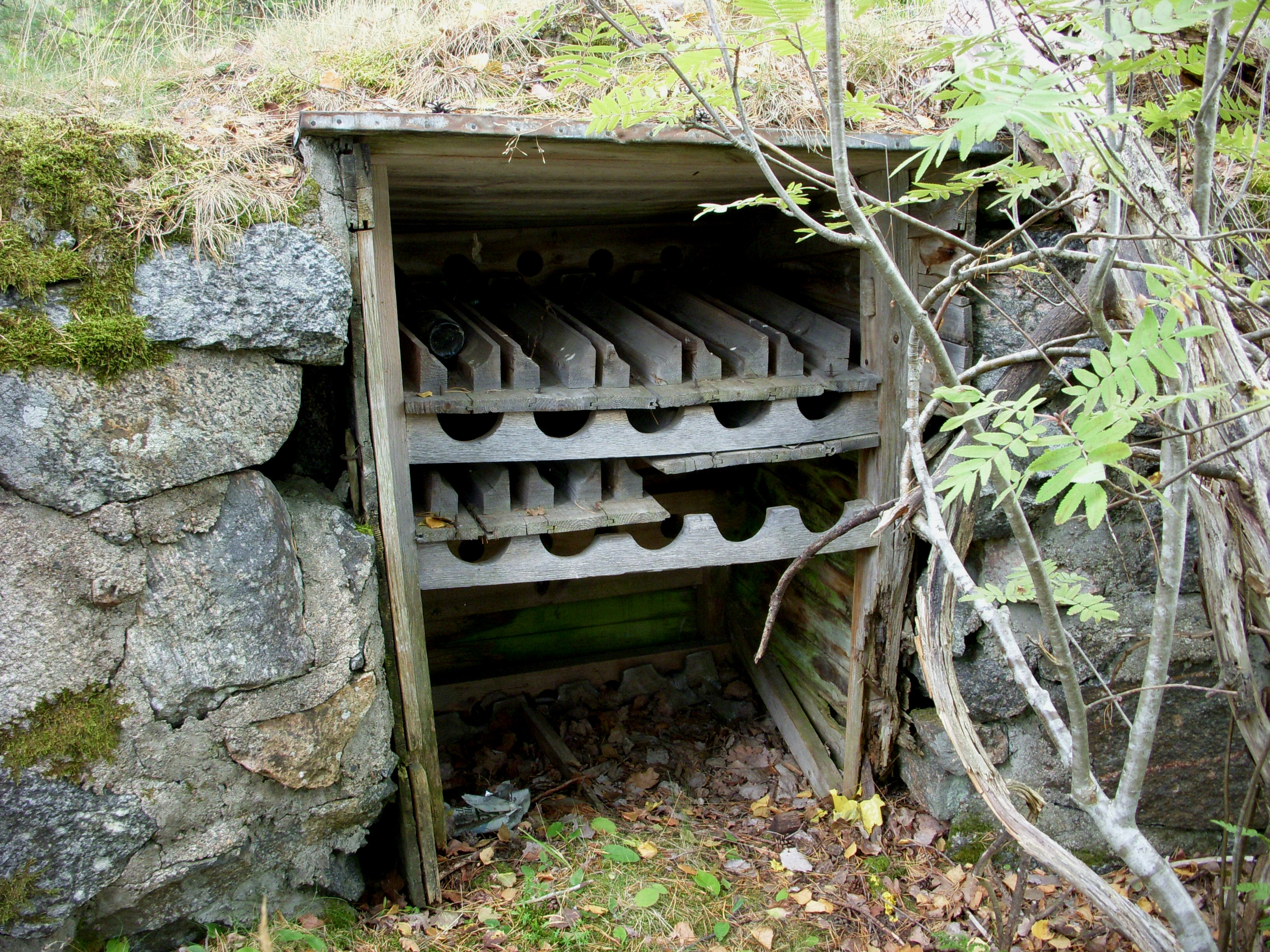
Granathylla